# Jehanne d’Alcy

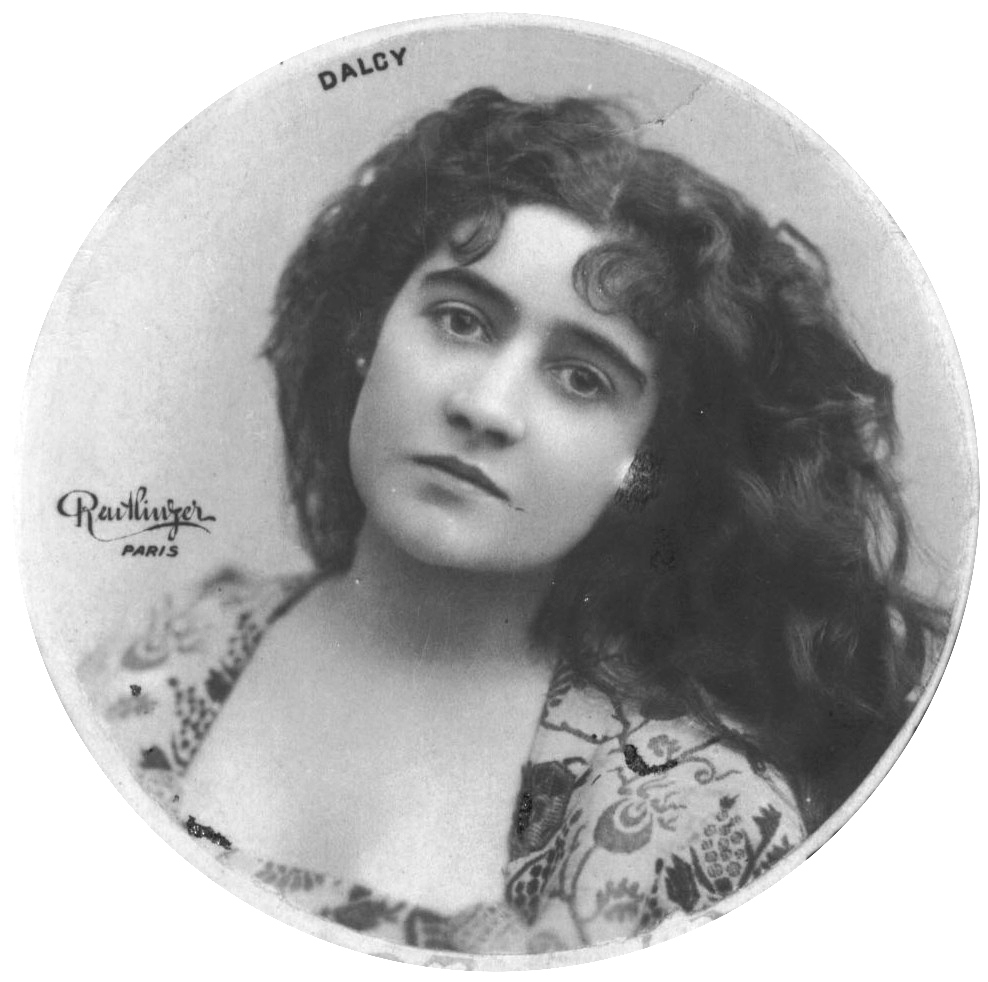
Jehanne d’Alcy

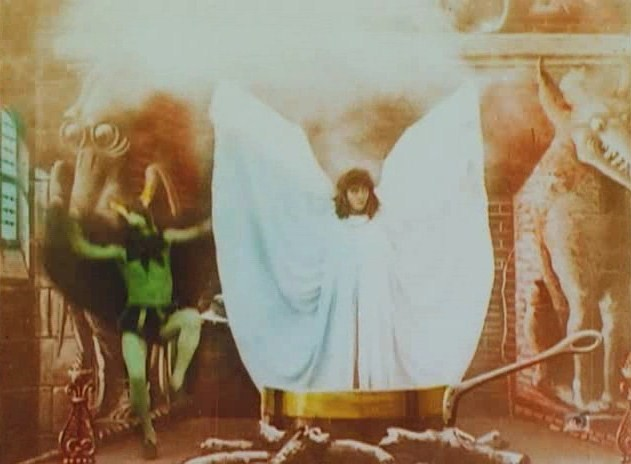
Jehanne d’Alcy im Méliès-Film La colonne de feu (1899)

Jehanne d’Alcy (* 20. März 1865 in Vaujours; † 14. Oktober 1956 in Versailles) war eine französische Schauspielerin.

## Leben
D’Alcy stand seit 1888 an Georges Méliès’ Théâtre Robert-Houdin auf der Bühne und trat ab 1896 – ein Jahr nach der Entstehung des ersten Filmes – in dessen frühen Kurzfilmen auf. D’Alcy gilt damit als eine der ersten Filmschauspielerinnen überhaupt und als erste französische Filmschauspielerin. Dabei spielte sie etwa die Titelrollen in Cléopâtre (1899) und Jeanne d’Arc (1900), und auch in Méliès’ bekanntestem Film Die Reise zum Mond (1902) hatte D’Alcy einen Auftritt.
Später wurde D’Alcy auch die Geliebte des Regisseurs. Im Dezember 1925 heiratete sie den verwitweten Méliès und betrieb im Pariser Gare Montparnasse gemeinsam mit ihm ein Süßwaren- und Spielzeuggeschäft, dessen Inhaberin sie war. D’Alcy war mit Méliès bis zu dessen Tod 1938 verheiratet. 1952 gab sie ein Interview für den Dokumentarfilm Le Grand Méliès über das Leben des Filmpioniers. Sie selbst starb 1956 im Alter von 91 Jahren in Versailles. 2011 wurde sie im Film Hugo Cabret von Helen McCrory dargestellt.

## Filmografie
- 1896: Le manoir du diable
- 1896: Escamotage d’une dame au théâtre Robert Houdin
- 1897: Faust et Marguerite
- 1897: Après le bal
- 1898: Pygmalion et Galathée
- 1899: La colonne de feu
- 1899: Cléopâtre
- 1899: Cendrillon
- 1900: Jeanne d’Arc
- 1901: Nouvelles luttes extravagantes
- 1901: Barbe-bleue
- 1902: Die Reise zum Mond (Le voyage dans la Lune)
- 1903: L’enchanteur Alcofribas
- 1907: Le tunnel sous La Manche ou Le cauchemar franco-anglais
- 1952: Le Grand Méliès (Dokumentation, als sie selbst)